# カリテア
カリテア（ギリシア語: Καλλιθέα / ラテン文字表記：Kallithea）はギリシャのアッティカ地方の都市で、南アテネ県の県都。
ギリシャで8番目の規模の都市で、アテネ大都市圏ではアテネ、ピレウス、ペリステリに次ぐ4番目の規模。ギリシャで最も人口密度の高い都市でもある。アテネ中心部のシンタグマ広場から南に3kmに位置する。
2004年のアテネオリンピックではハンドボール、テコンドー、ビーチバレーボールがカリテアで開催された。